# Microrreserva Balsa de la Dehesa
La Microrreserva de flora Balsa de la Dehesa se sitúa en el término municipal de Soneja, Provincia de Castellón y tiene una superficie de 10,8 ha.

## Especies prioritarias
Crassula campestris, Chaetonychia cymosa, Lavandula pedunculata, Quercus suber, Teucrium angustissimum. 

## Unidades de vegetación prioritarias
- Estanques temporales mediterráneos (código Natura 2000: 3170*).
- Jarales-brezales secos silicícolas con cantueso (código Natura 2000: 4030).
- Alcornocales de Quercus suber (código Natura 2000: 9330).
- Pastizales terofíticos de sustratos silíceos (código Natura 2000: 6220*).
- Matorrales termófilos con mirto (código Natura 2000: 5330).

## Limitaciones de uso
Queda prohibido el aprovechamiento de corcho en la microrreserva. 
Queda prohibida la realización de aprovechamientos madereros. 
No podrán realizarse aclareos o labores silvícolas dentro de la microrreserva, exceptuados los siguientes casos: 
- a) Las extracciones por motivos fitosanitarios o para prevención de daños por caída sobre personas o las poblaciones de especies protegidas
- b) Aclareos post-incendio, en el caso de que la zona sufriera incendios forestales. Dichos aclareos deberán constar de un programa específico multianual.
- c) Aclareos para reducción de combustibilidad en las inmediaciones de la pista forestal.

- Datos: Q16606977